# Carlos Carrera
Carlos Carrera (Città del Messico, 18 agosto 1962) è un regista messicano.
Ha diretto Il crimine di Padre Amaro, candidato ai premi Oscar 2003 come miglior film in lingua straniera. Nel 1994 con El Héroe ha vinto la Palma d'oro al Festival di Cannes per il miglior cortometraggio, mentre nel 1995 con Sin remitente ha vinto la Mongolfiera d'oro al Festival des 3 Continents di Nantes.

## Filmografia parziale
- El hijo pródigo (cortometraggio - 1984)
- Cuando me vaya (cortometraggio - 1986)
- Amada (cortometraggio - 1988)
- Malayerba nunca muerde (cortometraggio - 1988)
- Un muy cortometraje (cortometraggio - 1988)
- La paloma azul (cortometraggio - 1989)
- Un vestidito blanco como la leche Nido (documentario - 1989)
- Música para dos (cortometraggio - 1990))
- La donna di Benjamín (La mujer de Benjamín) (1990)
- Infamia (video - 1991)
- Los mejores deseos (cortometraggio - 1991)
- La vida conyugal (1992)
- Matrimonio y mortaja (video - 1992)
- El héroe (cortometraggio di animazione - 1993)
- Sin remitente (1994)
- Un embrujo (1998)
- Brisa de Navidad (cortometraggio) (2000)
- Il crimine di Padre Amaro (El crimen del padre Amaro) (2002)
- De Raíz (cortometraggio di animazione) (2004)
- Cero y van cuatro, episodio Barbacoa de chivo (2004)
- Sexo, amor y otras perversiones, episodio María en el elevador (2005)
- Capadocia (serie TV - 2007)
- El traspatio (2009)
- De la infancia (2010)
- Dos Lunas (serie TV - 2014)

## Riconoscimenti
- Premio Ariel[1]
  - 1996 – Miglior regia per Sin remitente
  - 1999 – Miglior regia per Un embrujo
  - 2003 – Miglior regia per Il crimine di padre Amaro (El crimen del Padre Amaro)
  - 2010 – Miglior regia per El traspatio